# Операторная алгебра
Операторная алгебра — алгебра операторов, действующих на топологическом векторном пространстве. Операторные алгебры активно применяются в теории представлений и в дифференциальной геометрии, в квантовой механике и в квантовой статистической физике, в квантовой теории поля и в современной классической механике.
Такие алгебры могут использоваться для изучения различных множеств операторов. С этой точки зрения, операторные алгебры могут рассматриваться как обобщение спектральной теории одного оператора.
Операторная алгебра представляет собой множество операторов, на котором определены алгебраические и топологические структуры. В общем случае в операторных алгебрах используются некоммутативные кольца. Обычно в операторных алгебрах требуется замкнутость относительно одной из топологий, определяемых на операторах.

Одним из примеров операторных алгебр являются алгебры фон Неймана (они же W*-алгебры), определяемые как *-алгебра операторов в гильбертовом пространстве с операцией эрмитова сопряжения, замкнутая относительно слабой операторной топологии и содержащая 1.  Та же самая структура сопряжения на операторах в гильбертовом пространстве позволяет строить представления С*-алгебр в виде операторных алгебр, замкнутых в операторной топологии.